# Internationaler Edith-und-Werner-Rieder-Preis für neue Dramatik
Der Münchner Förderpreis für deutschsprachige Dramatik wird seit 2009 alle zwei Jahre von der Landeshauptstadt München, den Münchner Kammerspielen und dem Drei Masken Verlag vergeben. Seit 2025 lautet der Name Internationaler Edith-und-Werner-Rieder-Preis für neue Dramatik.
Die Umbenennung trägt der beträchtlichen Steigerung des Engagements durch die Edith und Werner Rieder Stiftung Rechnung: Die finanzielle Ausstattung wurde ausgeweitet, die Dotierung des Preises verdoppelt, auf nun 20.000 Euro. Nominiert werden jeweils drei bis fünf Dramatiker, die im Vorfeld der Preisverleihung zu einer mehrmonatigen Residency an die Kammerspiele eingeladen werden. In dieser Zeit können die Nominierten im engen Austausch mit den Münchner Kammerspielen ein neues Schreibprojekt entwickeln. Die Residency ist mit zusätzlich je 3.500 Euro ausgestattet. Damit zählt der Internationale Edith-und-Werner-Rieder-Preis zu den höchstdotierten Auszeichnungen für Dramatik im deutschsprachigen Raum.
Mit der Auszeichnung sollen junge Schriftsteller zu szenischem Schreiben ermutigt und Dramatiker unterstützt werden, die noch nicht im Theater- und Verlagsbereich etabliert sind. Der Preis soll ihnen helfen, ihr dramatisches Talent weiterzuentwickeln und ihre Fähigkeit für szenisches Schreiben zu entfalten.
Der Internationale Edith-und-Werner-Rieder-Preis für neue Dramatik wird am Ende der Residency im Rahmen der Langen Nacht der neuen Dramatik an den Münchner Kammerspielen verliehen. Zusätzlich stimmt das Publikum über einen (zuletzt undotierten) Publikumspreis ab.
Mit dem Edith-und-Werner-Rieder-Preis ist zudem eine Uraufführungsoption an den Kammerspielen verbunden. Außerdem können die nominierten Werke in den Drei Masken Verlag aufgenommen werden. Mit diesen flankierenden Maßnahmen wird die Einbindung der preisgekrönten Autoren in die Theaterpraxis sichergestellt.
Eigenbewerbung ist erforderlich.

## Preisträger
- 2025: Lennart Kos für sein Stück IRIDIUM on Earth, Ivan Vlatković für sein Stück Emina (Publikumspreis)[3]
- 2023: Matthias van den Höfel für sein Stück Drinnen, Paula Kläy für ihr Stück Oberland (Publikumspreis)
- 2021: Liat Fassberg, Raphaela Bardutzky für ihr Stück Fischer Fritz (Publikumspreis)
- 2018: Danijel Szeredy für sein Stück Lerchelein (Hauptpreis), Caren Jeß, Anna Gschnitzer (Publikumspreis)
- 2016: Wilke Weermann, Joël Lázló, Nele Stuhler, Sophia Hembeck und Svenja Reiner
- 2013: Sascha Hargesheimer, Magdalena Schrefel, Juliane Stadelmann
- 2011: Sarah Trilsch, Ivna Žic, Olivia Wenzel
- 2009: Laura Naumann, Anne Lepper, Susanna Mewe